# Municipio de Bethel (Misuri)
El municipio de Bethel (en inglés: Bethel Township) es un municipio ubicado en el condado de Shelby en el estado estadounidense de Misuri. En el año 2010 tenía una población de 674 habitantes y una densidad poblacional de 4,83 personas por km².

## Geografía
El municipio de Bethel se encuentra ubicado en las coordenadas 39°54′3″N 92°2′22″O / 39.90083, -92.03944. Según la Oficina del Censo de los Estados Unidos, el municipio tiene una superficie total de 139.44 km², de la cual 139,21 km² corresponden a tierra firme y (0,16 %) 0,23 km² es agua.

## Demografía
Según el censo de 2010, había 674 personas residiendo en el municipio de Bethel. La densidad de población era de 4,83 hab./km². De los 674 habitantes, el municipio de Bethel estaba compuesto por el 94,81 % blancos, el 0,3 % eran afroamericanos, el 1,78 % eran asiáticos, el 0,74 % eran de otras razas y el 2,37 % eran de una mezcla de razas. Del total de la población el 1,19 % eran hispanos o latinos de cualquier raza.